# De Vlaamsche Stem
De Vlaamsche Stem was een Vlaamsgezind dagblad dat in Nederland werd gepubliceerd tijdens de Eerste Wereldoorlog.

## Geschiedenis
De Vlaamsche Stem verscheen van 1 februari 1915 tot 1 februari 1916. De plaats van uitgave was Bussum.
De initiatiefnemer was Alberic Deswarte, die zich liet omringen door andere uitgeweken Vlamingen, zoals Cyriel Buysse, André De Ridder, René De Clercq, Johan Eggen en Antoon Jacob.
Aanvankelijk was het blad tegelijk loyaal tegenover de Belgische staat en strijdend voor Vlaamse ontvoogding. Dit bracht mee dat ook Frans Van Cauwelaert en Julius Hoste eraan meewerkten. Maar al vlug bleek dat het blad in een radicale richting evolueerde, die zelfbestuur of onafhankelijkheid voor Vlaanderen voorstond.
Dit mondde op tweespalt uit binnen de redactie. Deswarte, Buysse, De Ridder, Van Cauwelaert en Hoste zegden hun medewerking op. Ze verleenden voortaan medewerking aan Vrij België, de spreekbuis van de België-loyale en anti-activistische ideeën.  Alleen De Clercq en tijdelijk ook Jacob bleven over. Ze kregen Nederlandse bijval vanwege Frederik Gerretson en Derk Hoek. Deze hadden nauwe banden met de aan de Duitse ambassade verbonden Hilfstelle en zorgden er voor dat de in financiële nood verkerende krant met Duits geld werd ondersteund. Vanaf september 1915 was Gerretson nominaal de voornaamste aandeelhouder, maar achter hem ging de Hilfstelle schuil. Dit had tot gevolg dat in de krant de stelling ten gunste van Vlaamse onafhankelijkheid van langsom duidelijker werd gepredikt. Hiermee kwam de krant in botsing met het Belgisch gezinde Het Belgisch Dagblad.
De Belgische regering verbood de verspreiding van het blad achter het IJzerfront en ook in het bezette België werd het door de Duitsers verboden, want in haar beginperiode had de krant scherpe anti-Duitse artikels opgenomen.
Een nieuwe gezant op de Duitse ambassade oordeelde negatief over de Hilfstelle, die hij liquideerde. Meteen ging de geldkraan dicht voor de krant, die er op 1 februari 1916 mee ophield. De activisten die er hadden aan meegewerkt, moesten andere kanalen vinden om de flamingantische invloed in het neutrale Nederland te bevorderen.